# Aeroportul Beja
Aeroportul Beja (IATA: BYJ, ICAO: LPBJ) este un aeroport din Districtul Beja, Portugalia ce deservește zona Beja. Aeroportul a fost tranzitat în 2017 de 1.210 pasageri. A fost numit după zona deservită.
Situat la o altitudine de 193 m, aeroportul dispune de o singură pistă. Este operat de ANA Aeroportos de Portugal S.A.⁠(d).